# 8 (број)
8 (осам) је број, нумерал и име глифа који представља тај број. То је природни број који следи после броја 7, а претходи броју 9.
СИ префикс за 108 је јота (Y), а за 10-8 јокто (y).

### Хемија
- Атомски број хемијског елемента кисеоника је 8.